# Faustverleihung 2017
Die Faustverleihung 2017, die zwölfte Verleihung des Deutschen Theaterpreises Der Faust, fand am 3. November 2017 im Schauspiel Leipzig statt und wurde von Christian Friedel moderiert.
Die Nominierungen wurden am 15. September 2017 bekanntgegeben, den Preis für das Lebenswerk erhielt Elfriede Jelinek. Stellvertretend für Jelinek nahm Nikolaus Habjan die Auszeichnung entgegen, er kam mit einer Jelinek-Handpuppe auf die Bühne und ließ diese ihre Dankesrede sprechen. Der Preis wurde 2017 durch den Freistaat Sachsen, die Stadt Leipzig, die Kulturstiftung der Länder, die Deutsche Akademie der Darstellenden Künste und den Deutschen Bühnenverein gefördert, Kooperationspartner waren der Deutsche Bühnenverein Landesverband Sachsen und die Standortkampagne „So geht sächsisch“.

## Preisträger und Nominierte
Beste Regie im Schauspiel
Johanna Wehner – Die Orestie – Staatstheater Kassel
Kornél Mundruczó – Látszatélet / Imitation of Life – Theater Oberhausen
Joanna-Maria Praml – Ein Sommernachtstraum – Düsseldorfer Schauspielhaus/Bürgerbühne
Beste darstellerische Leistung im Schauspiel
Karin Neuhäuser – Wut/Rage – Thalia Theater Hamburg
Martin Reinke – Willy Loman in Tod eines Handlungsreisenden – Schauspiel Köln
Téné Ouelgo – Wilhelm Voigt in Der Hauptmann von Köpenick – Theater Altenburg-Gera
Beste Regie im Musiktheater
Christoph Marthaler – Lulu – Hamburgische Staatsoper
Paul-Georg Dittrich – La damnation de Faust – Theater Bremen
Tatjana Gürbaca – Lohengrin – Aalto-Theater Essen
Beste Sängerdarstellerleistung im Musiktheater
Gloria Rehm – Marie in Die Soldaten – Staatstheater Wiesbaden
Nadine Lehner – Kundry / 1. und 2. Knappe / Stimme aus der Höhe in Parsifal – Theater Bremen
Georg Zeppenfeld – Gurnemanz in Parsifal – Bayreuther Festspiele
Beste Choreographie
María Campos und Guy Nader – Fall Seven Times – Staatstheater Mainz
Dewey Dell – Sleep Technique – Eine Antwort an die Höhle – Tanzfabrik Berlin
Damien Jalet – Thr(o)ugh – Hessisches Staatsballett Darmstadt Wiesbaden
Beste darstellerische Leistung im Tanz
Sylvana Seddig – Iphigenie – Schauspiel Frankfurt
Adam Russell-Jones – Le Spectre de la Rose – Stuttgarter Ballett
Lou Thabart als Theo in Van Gogh – Leipziger Ballett/Oper Leipzig
Beste Regie Kinder- und Jugendtheater
Hannah Biedermann – entweder und – Junges Ensemble Stuttgart (JES)
Jan Friedrich – Faust – Junges Nationaltheater Mannheim
Ulrike Hatzer – Nebenan – Junges Staatstheater Braunschweig
Beste Ausstattung Kostüm / Bühne
Sebastian Hannak – Raumbühne Heterotopia – Oper Halle
Michael Sieberock-Serafimowitsch (Bühne) / Mona Ulrich (Kostüm) – Die Borderline Prozession – Schauspiel Dortmund
Teresa Vergho (Kostüm) – Die Selbstmordschwestern – Münchner Kammerspiele
Lebenswerk
Elfriede Jelinek